# Азат (Аккольский район)
Аза́т (каз. Азат, до 2007 г. — Ива́новское) — село в Аккольском районе Акмолинской области Казахстана, образует административно-территориальное образование «Село Азат» со статусом сельского округа (соответствующий третьему уровню административно-территориальной единицы). Код КАТО — 113239100.
Основано в 1954 году.

## География
Село расположено в восточной части района, на расстоянии примерно 42 километров (по прямой) к востоку от административного центра района — города Акколь.
Абсолютная высота — 360 метров над уровнем моря.
Климат холодно-умеренный, с хорошей влажностью. Среднегодовая температура воздуха положительная и составляет около +3,3°С. Среднемесячная температура воздуха в июле достигает +19,4°С. Среднемесячная температура января составляет около −15,1°С. Среднегодовое количество осадков составляет около 400 мм. Основная часть осадков выпадает в период с июня по август.
Ближайшие населённые пункты: село Кенес — на западе, село Кара-Озек — на юге.
С южной стороны села проходит автодорога областного значения — КС-8 «Новый Колутон — Акколь — Азат — Минское», с восточной — КС-9 «Азат — Степногорск».

## Население
В 1989 году население села составляло 1754 человек (из них русские — 40 %, казахи — 34 %).
В 1999 году население села составляло 1478 человек (776 мужчин и 702 женщины). По данным переписи 2009 года, в селе проживали 1152 человека (577 мужчин и 575 женщин).
| Численность населения | Численность населения | Численность населения |
| 1989                  | 1999                  | 2009                  |
| --------------------- | --------------------- | --------------------- |
| 1754                  | ↘1478                 | ↘1152                 |